# Quiina ternatiflora
Quiina ternatiflora là một loài thực vật có hoa trong họ Ochnaceae. Loài này được C.Wright miêu tả khoa học đầu tiên năm 1868.